# 포르투갈 육군사관학교
포르투갈 육군사관학교(Academia Militar)는 1640년 포르투갈 수도 리스본에서 첫 개교되어 현재에 이르고 있는 유럽 주요 국가의 오랜 전통과 유서가 깊은 사관학교 중 하나이다.

## 같이 보기
- 포르투갈